# Alfa Romeo 2300
El Alfa Romeo 2300 fue un sedán de 4 puertas y 5 plazas, producido en Brasil por la Fábrica Nacional de Motores (FNM) y posteriormente por FIAT bajo licencia de la matriz Alfa Romeo.

## Historia

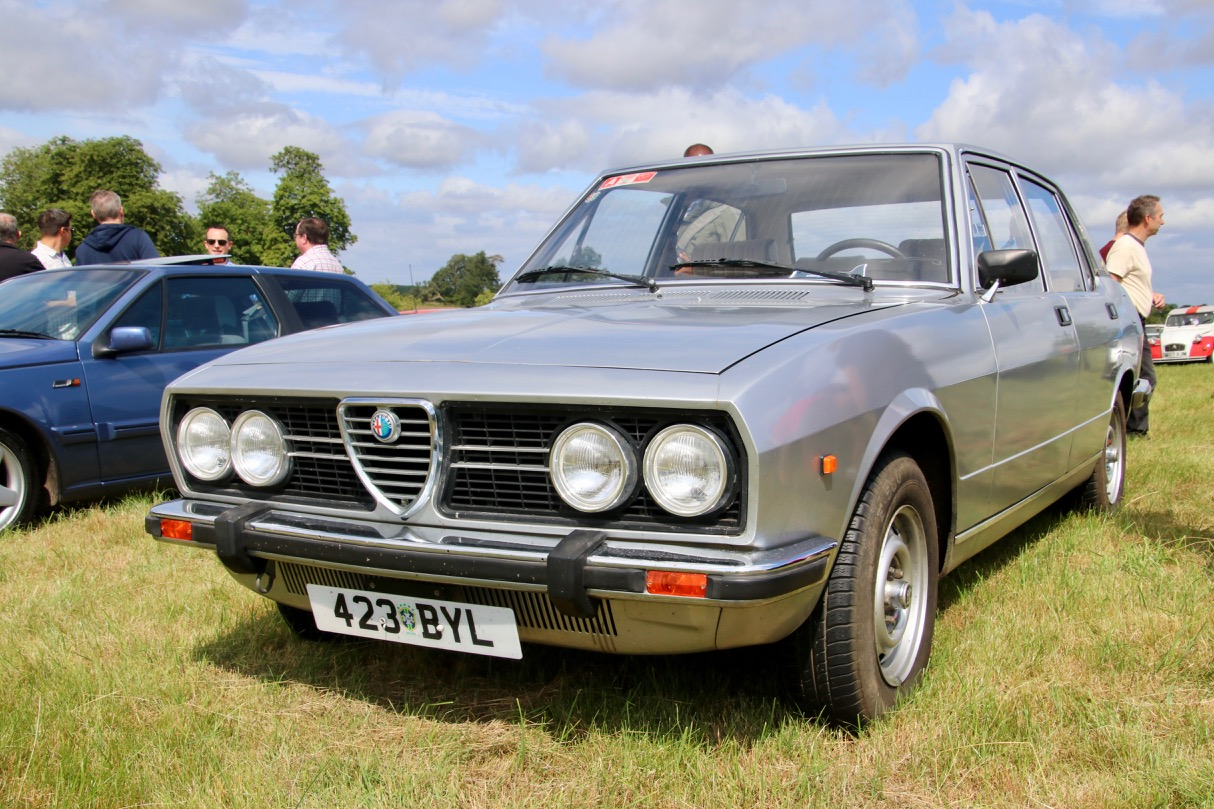
Alfa Romeo 2300 Rio Front View

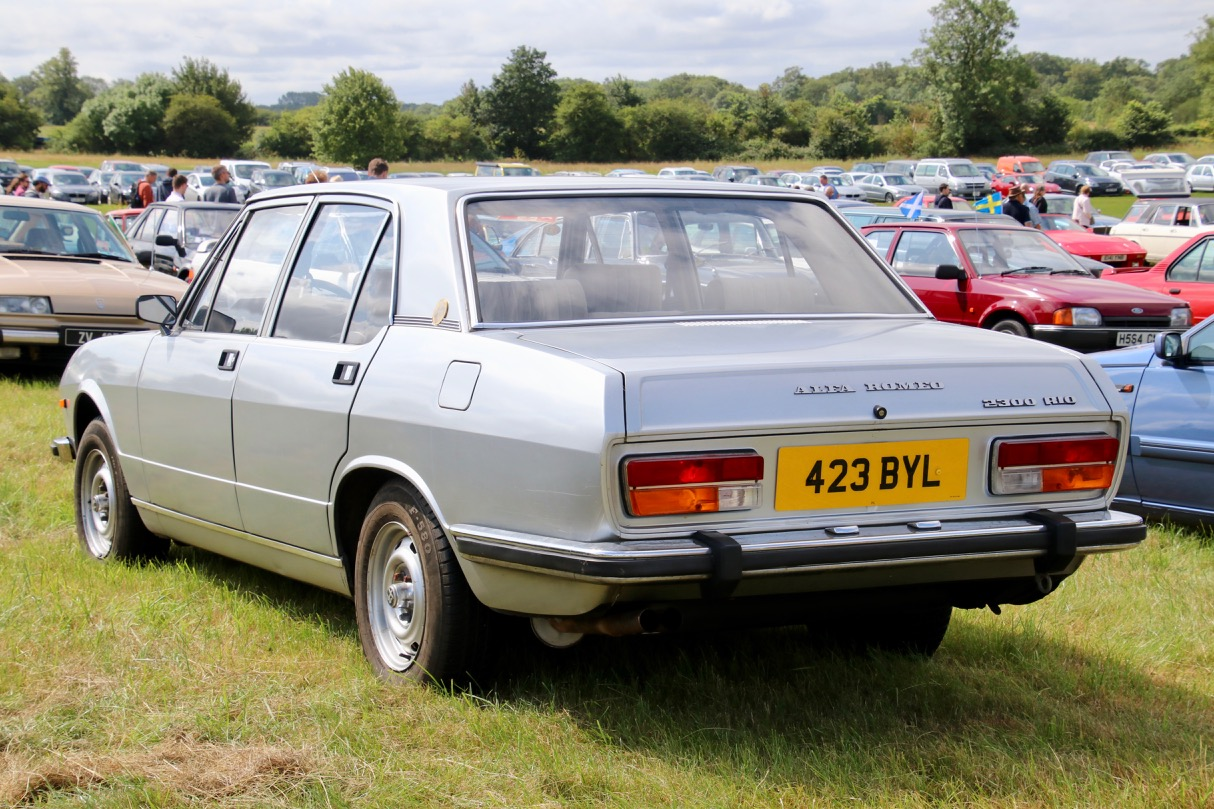
Alfa Romeo 2300 Rio Rear View

En 1967, Alfa Romeo Brasil, subsidiaria de la empresa pública italiana Alfa Romeo adquirió el control de la también estatal FNM, que había producido bajo licencia vehículos de la italiana Isotta Fraschini. Ante la desaparición de Isotta, FNM había comenzado ha producir ya en 1960 el FNM 2000 JK, clónico del Alfa Romeo Tipo 102, que sería producido en sucesivas series hasta su desaparición como FNM 2150 en 1974. 
Ese mismo año comienza la producción del Alfa Romeo 2300, diseñado en Arese por Alfa Romeo sobre la base del FNM 2000 en paralelo con el Alfa Romeo Alfetta, con el que compartía su modernísima estética pero con unas dimensiones notablemente superiores. En particular su mayor batalla le dotaba de una línea proporcionada y coherente en comparación con el Alfa Romeo Alfa 6 derivado directamente del Alfetta. 
Sin embargo a diferencia del sofisticado Alfetta tipo 116 y su transmisión transeje , el 2300 mantuvo la disposición mecánica clásica del tipo 102, que en Italia se había mantenido en los Giulia  y Alfa Romeo 1750  tipo 105, con los que el 2300 comparte muchos componentes mecánicos, lo que le permitió mantenerse cómodamente en el mercado brasileño. Contaba con un cambio 5 marchas procedente de estos, situado a diferencia del Alfetta convencionalmente a continuación del motor, 4 cilindros en línea bialbero (DOHC) de 2.300 c.c y el clásico esquema Alfa de eje rígido trasero guiado por triángulo de reacción anclado al diferencial, frenos a disco en las cuatro, ruedas y mando de embrague hidráulico.
En las versiones 2300 B (1975), 2300 Rio (1978), 2300 Ti (1978) y 2300 Ti 4 (1985), el motor era alimentado por dos carburadores Solex 40 ADDHE horizontales, rindiendo 149 cv, que permitían una velocidad punta de  174 km/h de velocidad máxima, igualando a los motores V8 americanos. También poseía apertura eléctrica del tanque de combustible, que contenía 100 litros, proporcionando buena autonomía cuando los puestos cerraban en festivos y finales de semana.
El 2300 cuenta con la particularidad de ser el único Alfa Romeo fabricado fuera de Italia y también de haber sido producido por la empresa rival Fiat años antes de su absorción por parte de esta. En 1973 la división de vehículos industriales de FNM, FNM commercial vehicle business, había sido adquirida por Fiat, quedándose Alfa Romeo con el control de los vehículos de turismo bajo su propia denominación -razón por la que el 2300 fue comercializado como Alfa Romeo-. En 1978 Fiat se hace con el control total de FNM, continuando con la fabricación del 2300 que sería actualizado en sucesivas series hasta 1986, año anterior a la adquisición de la casa matriz Alfa Romeo por el grupo Fiat.
El aumento de la demanda de las versiones alimentadas por etanol, produjo que el exceso de producción de las versiones de gasolina se derivase a los mercados del norte de Europa donde fue comercializado como Alfa Romeo 2300 Rio. Sin embargo su desfasada implantación mecánica y sobre todo sus pobres acabados llevaron a que muchas unidades fueran recompradas por los importadores locales ante el perjuicio en la imagen de la marca.
- Génesis del proyecto 102/12

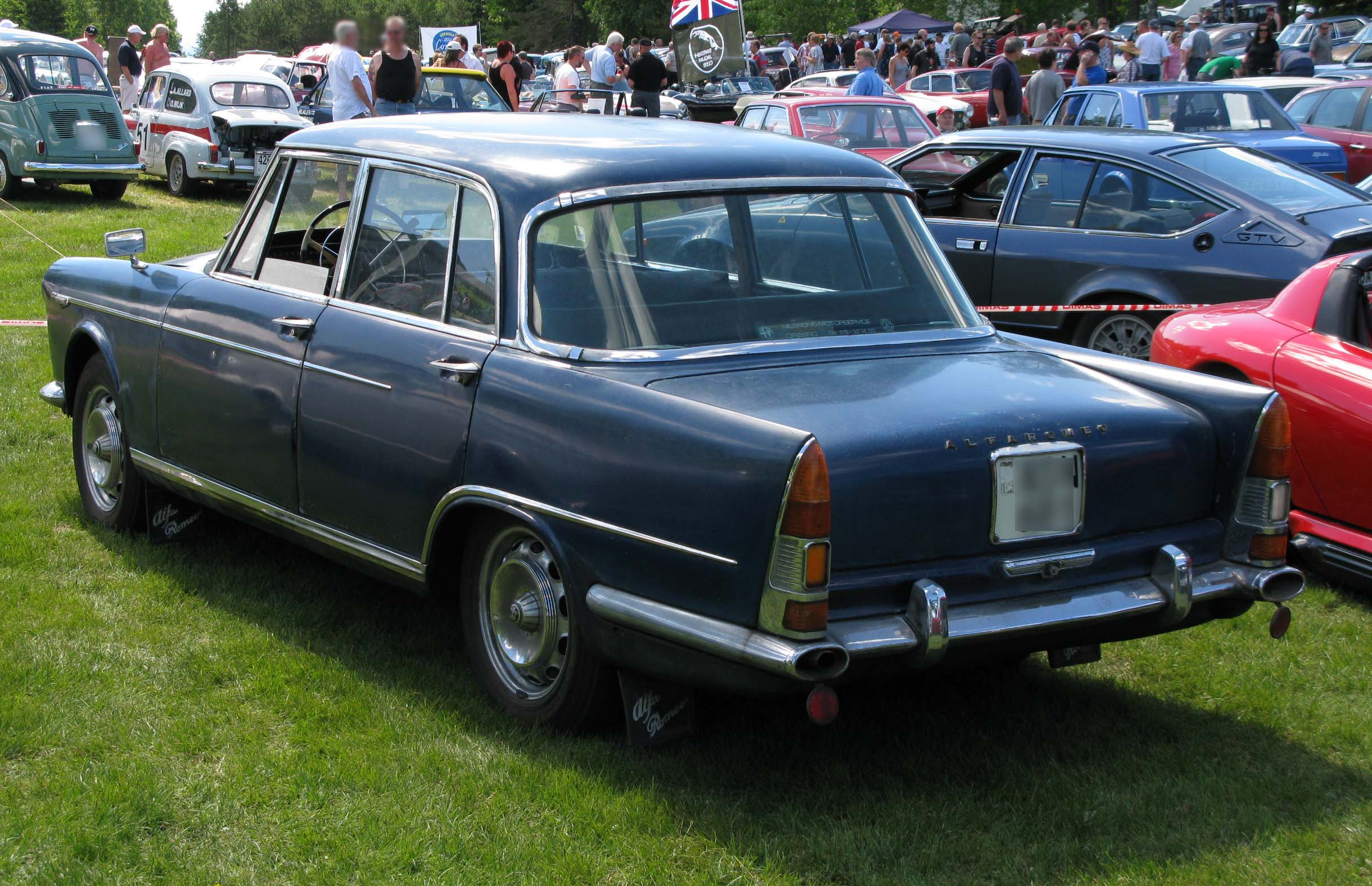
Alfa Romeo tipo 102.
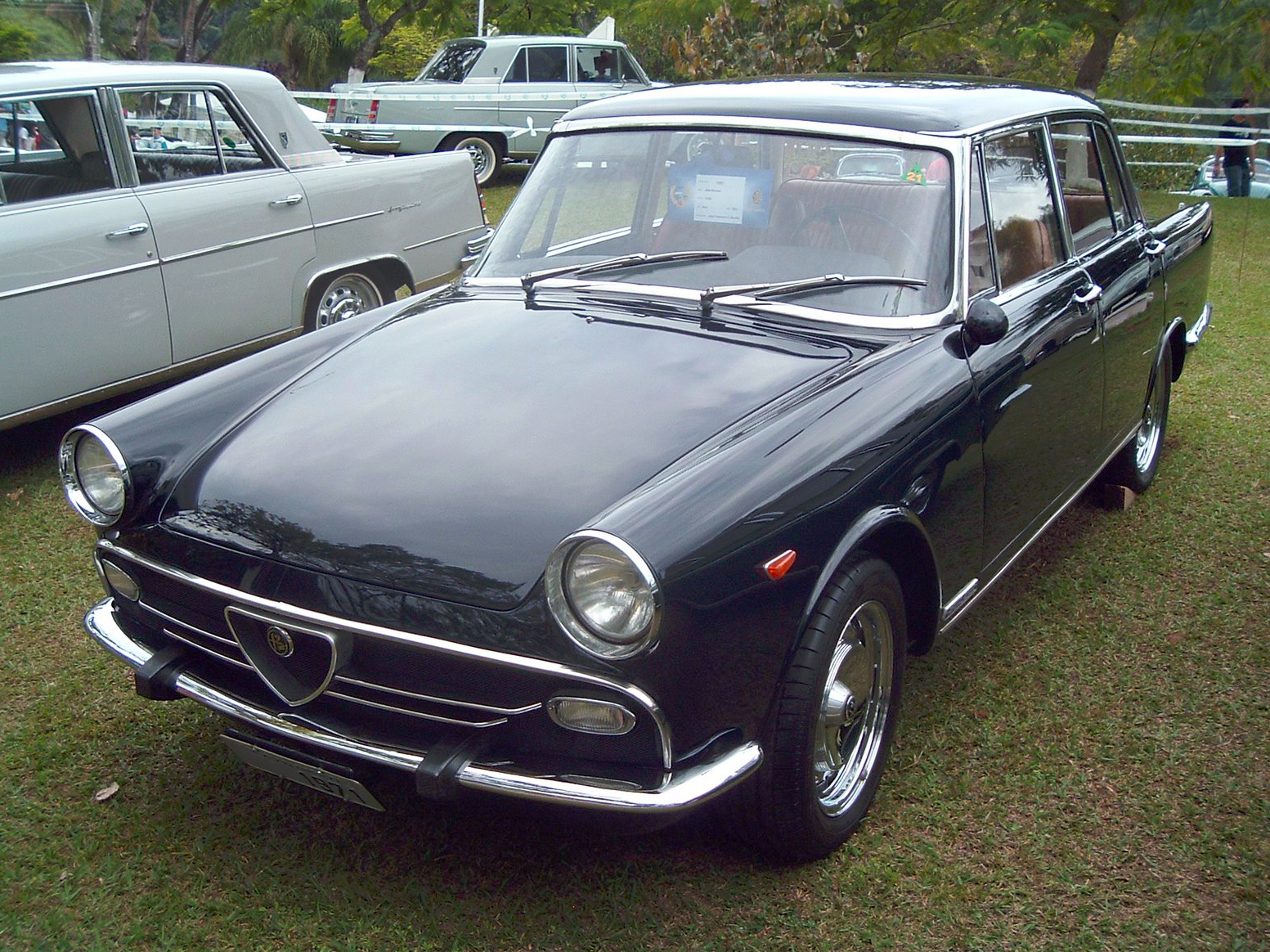
FNM 2150 basado en el tipo 102.
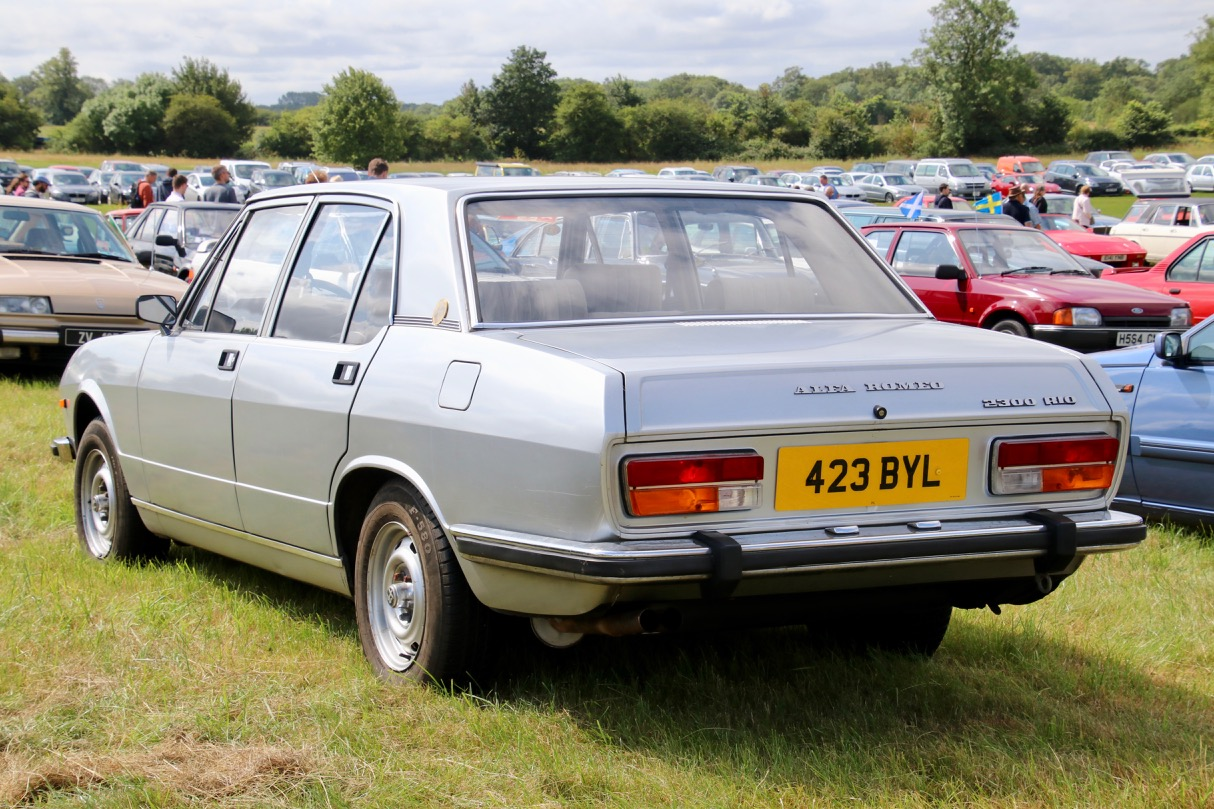
FNM 2300 tipo 102/12.
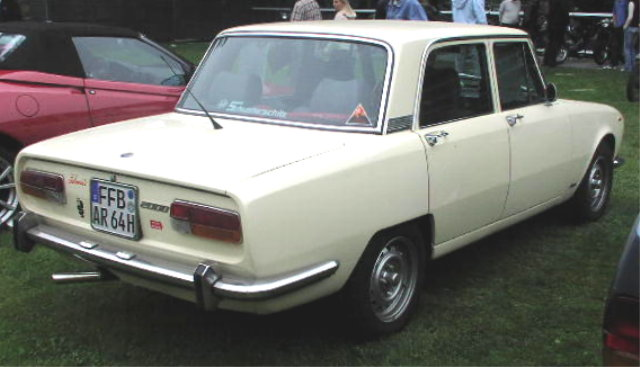
Alfa_Romeo 2000 tipo 105/12, parte de cuya mecánica se adoptó en el 102/12.
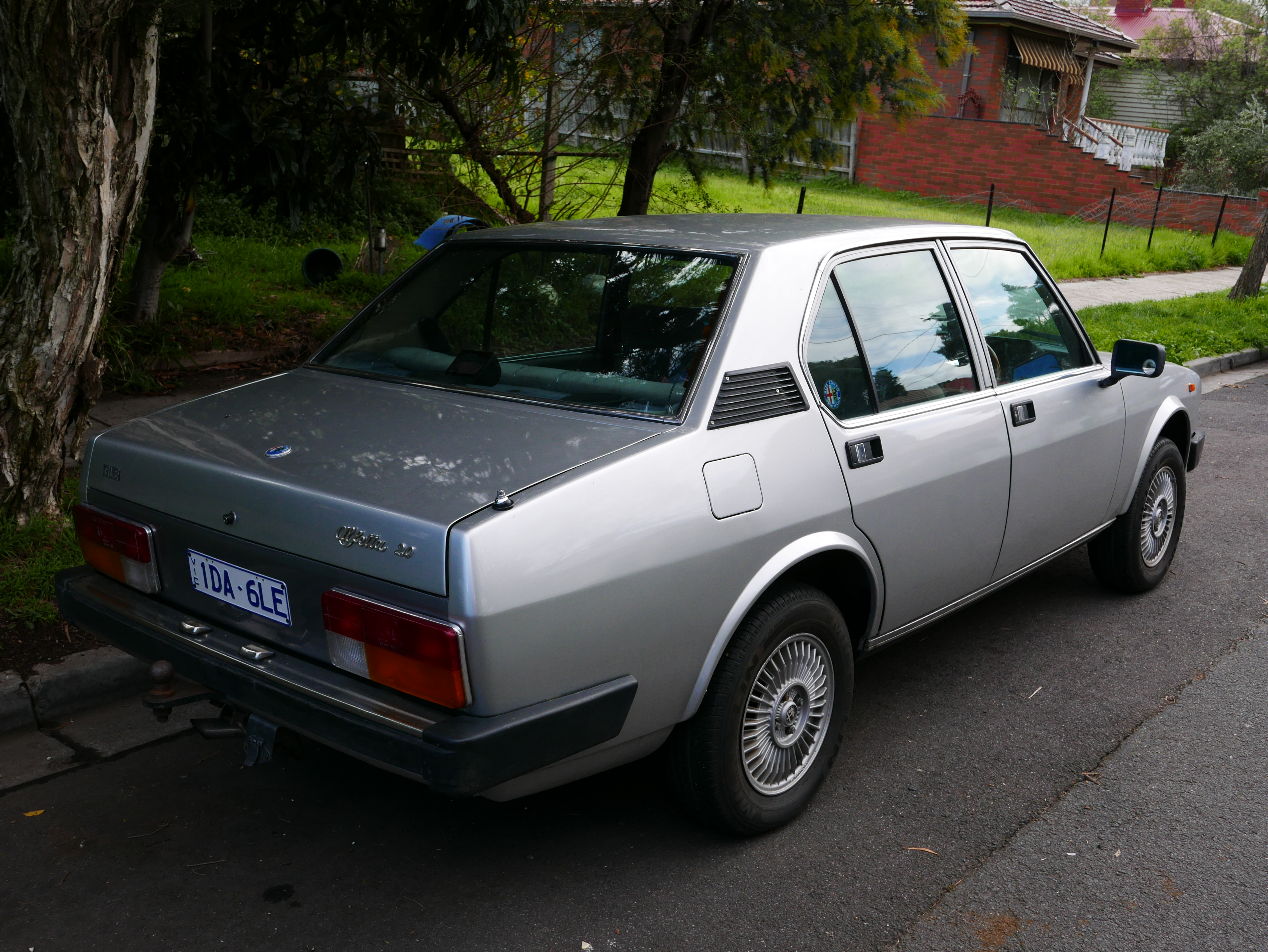
Alfa Romeo Alfetta tipo 116 desarrollado paralelamente con el 102/12
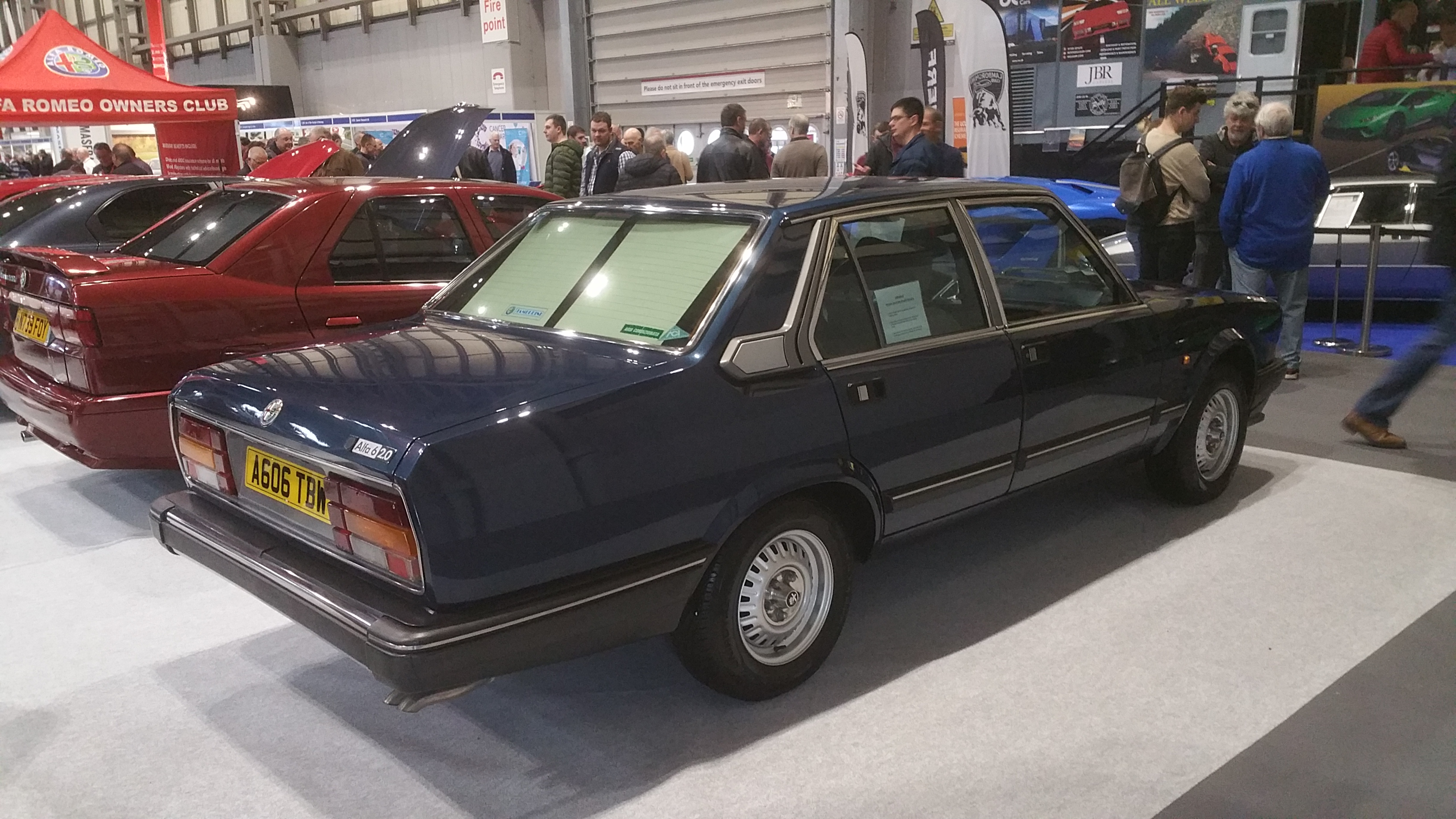
Pesada trasera del Alfa-6 desarrollado sobre la base del tipo 116 para el segmento E

## Origen
El proyecto de un Alfa Romeo moderno derivado del tipo 102 para Brasil recibe el nombre interno de 102/12. El modelo quedó listo en 1971, siendo enviado a Brasil para pruebas en 1972. 
Fue proyectado enteramente en Arese específicamente para el mercado brasileño, vendido bajo el lema "El importado fabricado en Brasil", siendo el único Alfa Romeo fabricado fuera de Italia (Los Alfa ensamblados en Sudáfrica, Portugal o Paraguay se montaban en régimen CKD). Mecánicamente el 2300 utiliza la base del 102 y el 105 y aunque se estudió la adopción de nuevos motores de 4 y 6 cilindros en línea e incluso el V6 "Busso" de Alfa, la crisis mundial del petróleo en los años 70 y las dificultades de importación por el gobierno militar brasileño forzaron a la FNM a mantener el motor 4 cilindros del FNM 2150 derivado del viejo Alfa 1900, acoplado a una transmisión de cinco marchas provenientes de los Alfa tipo 105/115. Parte de los equipos de producción de la factoría de Portello donde se producía el tipo 105 fueron trasferidos a FNM cuando la planta es desmantelada para transferir la producción a la nueva planta de Arese, donde hoy se sitúa el museo de la marca.

## Curiosidad
Autodelta desarrolló la primera culata Twin spark sobre el motor del 2300, sistema que pasaría después a ser adoptado por Alfa Romeo en modelos futuros, como los Alfa Romeo 145 y Alfa Romeo 156. Muchas piezas de la Alfa Romeo 2300 y las Alfa Romeo tipo 105 son intercambiables entre sí.
- Datos: Q2834751
- Multimedia: Alfa Romeo 2300 / Q2834751